# Mikulášovice
Mikulášovice (deutsch Nixdorf) ist eine Kleinstadt im Okres Děčín in der Region Ústecký kraj in Tschechien.

## Geographie

### Geographische Lage

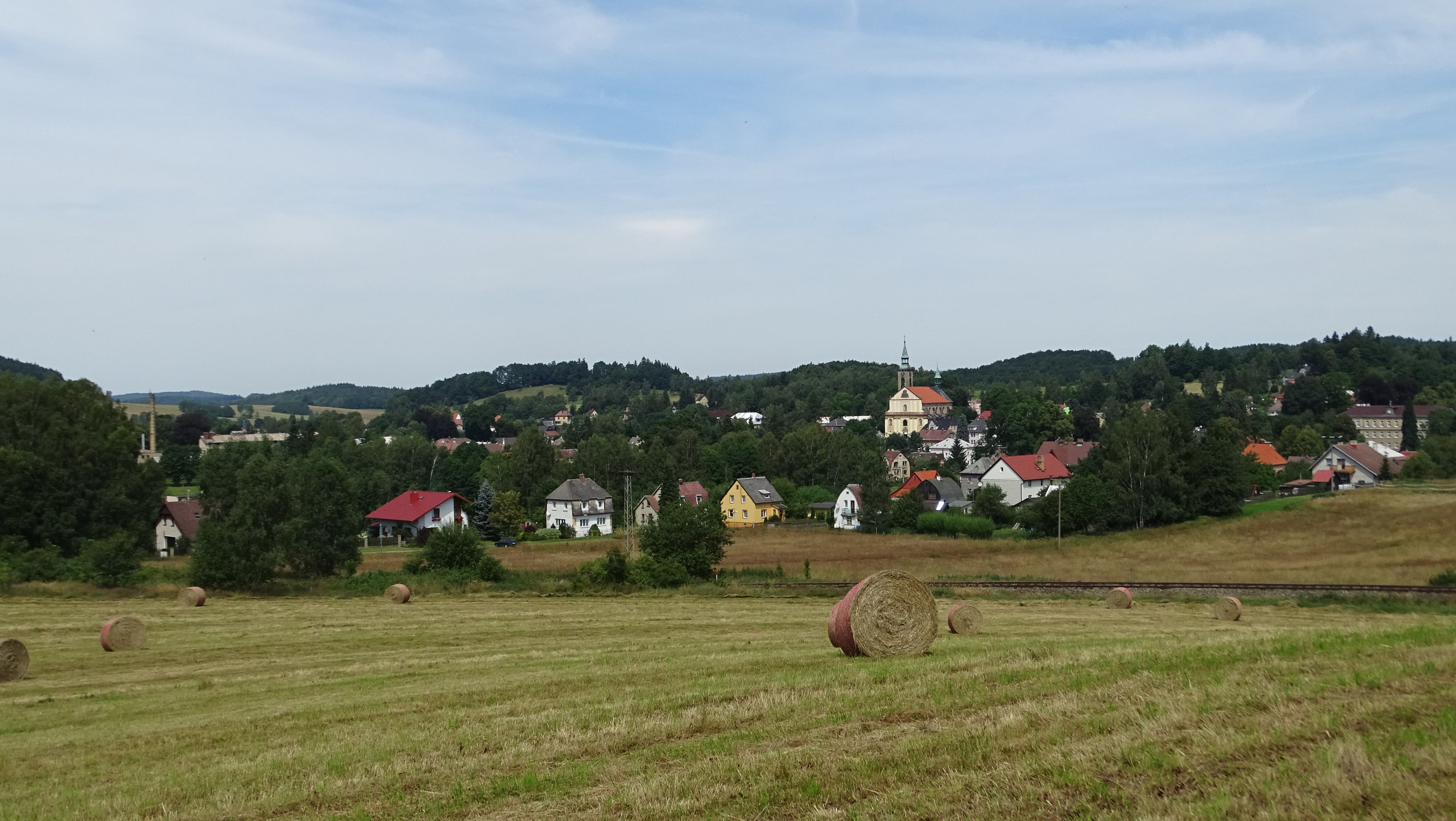
Nixdorf und seine Umgebung aus Richtung des Freibads gesehen

Der langgestreckte Ort liegt in Nordböhmen im Tal des Mikulášovický potok (Nixdorfer Bach) zwischen dem Hraniční vrch (Hantschberg, 522 m), Plešný (Plissenberg, 593 m) und Liščí kameny (Schönauer Berg, 487 m) in 414 m n.m. im Westen des Böhmischen Niederlandes nahe der Grenze zu Sachsen. Zwischen Mikulášovice und der 7 km westlich gelegenen deutschen Nachbarstadt Sebnitz liegt der 599 m hohe Tanečnice (Tanzplan), der Hausberg der Gemeinde.

### Gemeindegliederung
Als Katastralgemeinde wurde das zur Österreichisch-Ungarischen Monarchie gehörige Nixdorf 1876 in sechs Bezirke eingeteilt. Die heutige Gemeinde Mikulášovice besteht aus den Ortsteilen Mikulášovice (Nixdorf), Mikulášovičky (Kleinnixdorf), Salmov (Salmdorf) und Tomášov (Thomasdorf). Grundsiedlungseinheiten sind Dolní Mikulášovice (Niedernixdorf), Mikulášovice und Salmov.

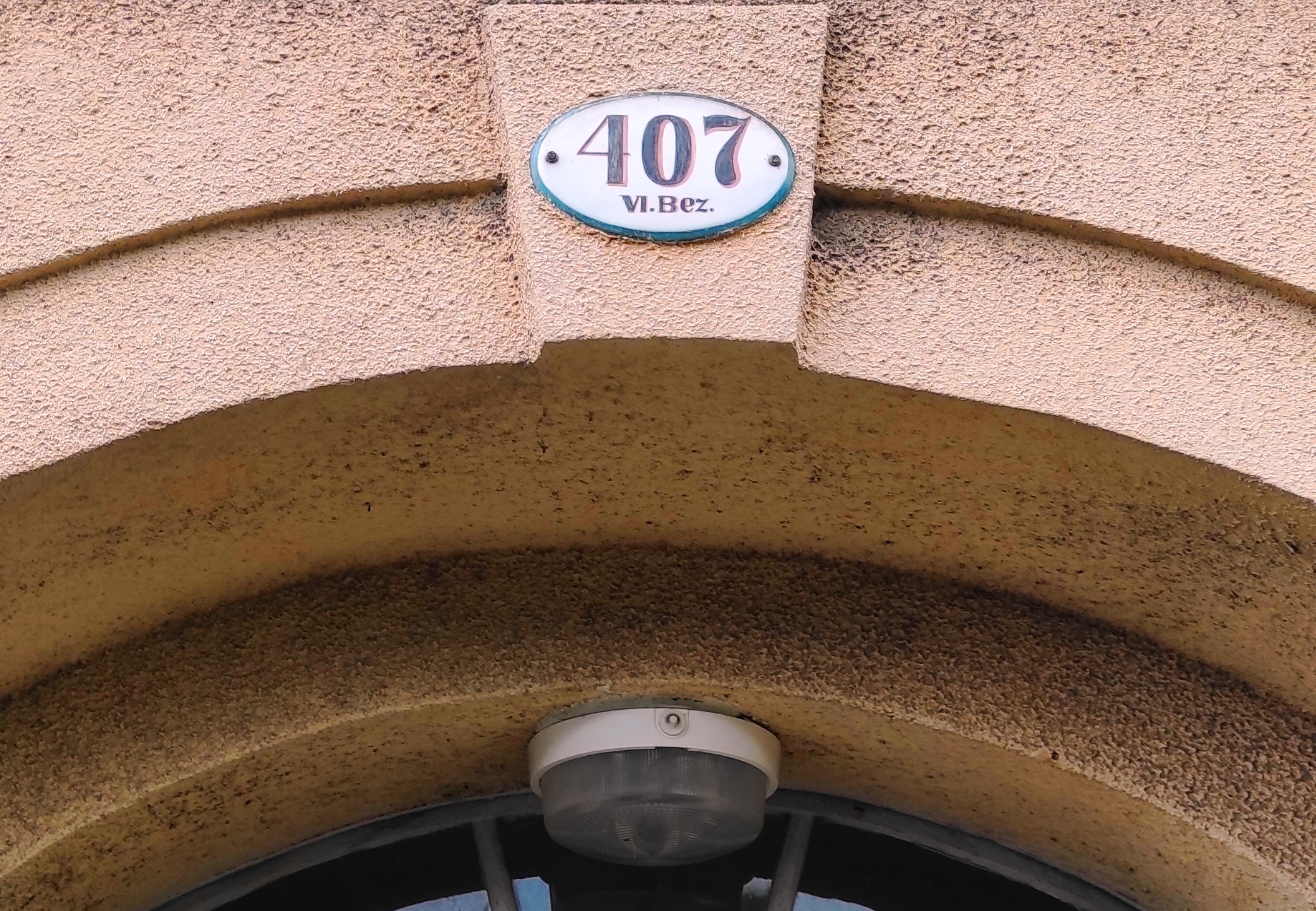
Deutsche Kennzeichnung von Hausnummer 407 in Nixdorf einschließlich der Zugehörigkeit zum 6. Katastralbezirk

### Nachbargemeinden
Die Stadt grenzt im Norden an Vilémov (Wölmsdorf), im Nordosten und Osten an Velký Šenov (Groß-Schönau), im Südosten an Staré Křečany (Alt-Ehrenberg) und im Süden und Westen an das bundesdeutsche Sebnitz.

### Geologie
Geologisch-naturräumlich gehört das Böhmische Niederland, auch der Schluckenauer Zipfel genannt, zum Lausitzer Bergland.

## Geschichte

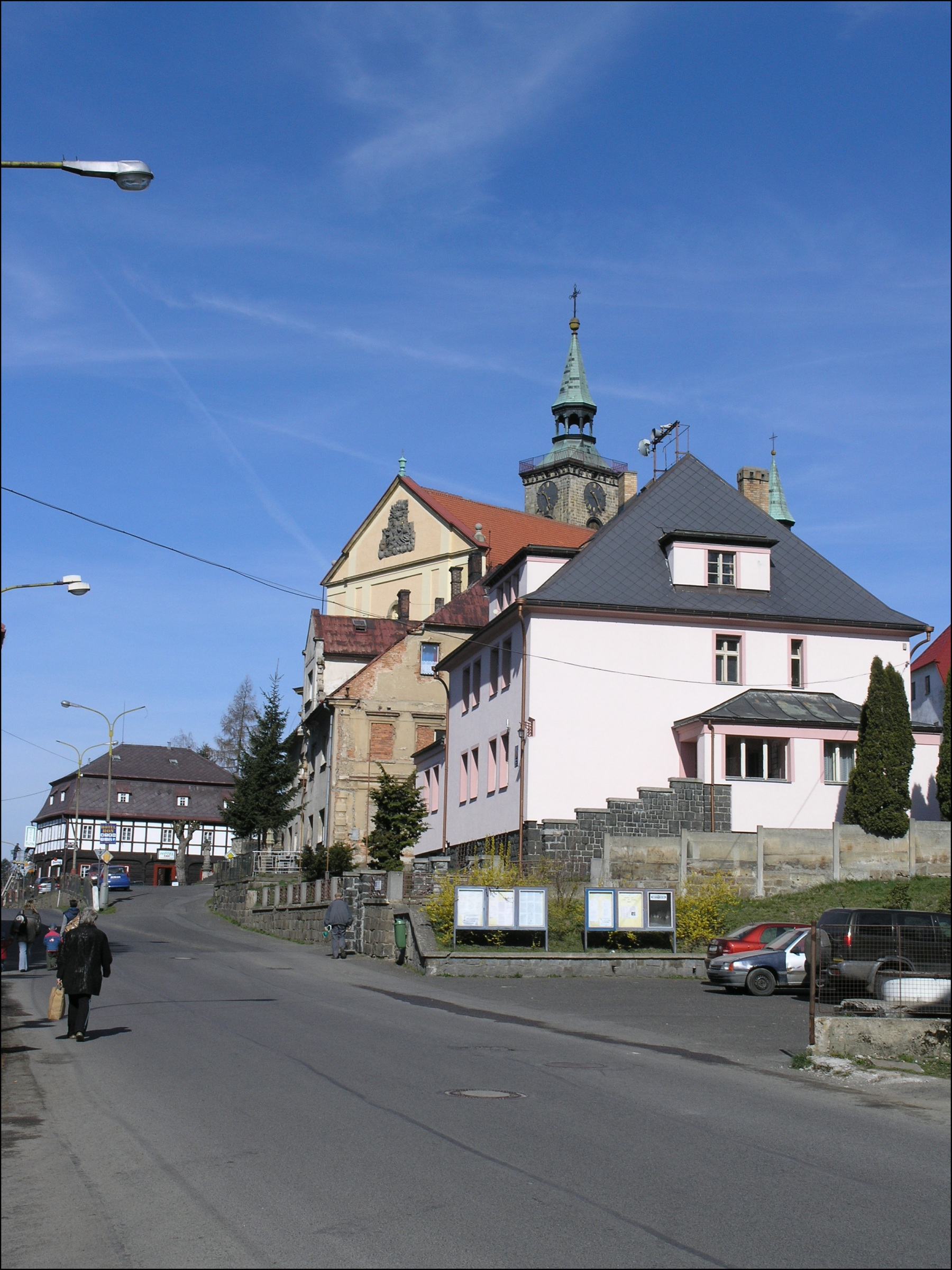
Gebäude in der Stadtmitte

Die Besiedlung der Gegend erfolgte zwischen dem 10. und 11. Jahrhundert. Nixdorf, das 1346 erstmals urkundlich erwähnt wurde und zur Herrschaft Tollenstein-Schluckenau gehörte, ist als typisches Waldhufendorf von Siedlern aus Franken, Hessen und Thüringen gegründet worden. 1478 erhielten die Warnsdorfer Gebrüder Knobloch den Ort als Lehen. Anfänglich lebten die Bewohner von der Köhlerei, später dominierte die Landwirtschaft. Die vorhandenen mittleren bis schlechten Böden ließen keine größeren Bauernhöfe entstehen. So waren die Anbauflächen der Güter im Durchschnitt 5 bis 15 Hektar groß. Angebaut wurden hauptsächlich Winterroggen und Hafer, in geringem Maße auch Weizen, Kartoffeln, Hackfrüchte und Klee. Da die Einkünfte aus dem Ackerbau meist nicht ausreichten, verdienten sich viele der Bewohner ein Zubrot mit der Leineweberei, die bis zum 18. Jahrhundert den Charakter des Dorfes immer mehr prägte.
Mit der Gründung einer Messerschmiede durch Ignaz Rößler im Jahr 1794 begann der Wandel Nixdorfs zu einer Industriegemeinde. Es war vor allem die Messerindustrie, die Weltruf hatte, sowie die Strick- und Wollwarenindustrie die große Bedeutung hatte. Nach Meinung von Fachleuten hatte auch die Kunstblumenindustrie ihren Ursprung in Nixdorf. Bekannt wurde Nixdorf in Bezug auf seine vielfältige industrielle Tätigkeit, namentlich aber wegen seiner alten Stahlwarenindustrie, die ihm den Beinamen „das nordböhmische Solingen“ oder auch „Klein-Solingen“ eintrug. Neben zahlreichen selbstständigen Messerschmieden gab es 7 große Stahlwarenfabriken, in denen Taschenmesser mit 1 bis 20 Teilen von der einfachsten bis zur elegantesten Ausführung mit Schildpatt, Perlmutt und anderen Schalen, aber auch Tischbestecke, Scheren, Dolche und andere Instrumente hergestellt wurden. Sitz dieses Industriezweiges war Niedernixdorf. Weiterhin produzierte man Woll-, Band- und Gummiwaren sowie Posamenten und Metallknöpfe. Die Papier- und Kunstblumenfabrikation in dieser Region soll ebenfalls ihren Ursprung in Nixdorf haben. Im Jahr 1830 war Nixdorf das größte und volkreichste Dorf Böhmens.
Mit dem Bau der Böhmischen Nordbahn erhielt das Industriezentrum Niedernixdorf in der zweiten Hälfte des 19. Jahrhunderts eine Bahnverbindung von Rumburg über Schluckenau und Groß Schönau. 1905 wurde die Strecke bis nach Sebnitz in Sachsen fortgeführt. Durch das Nixdorfer Tal verläuft seit 1902 die Nordböhmische Industriebahn über Zeidler und Herrnwalde nach Schönlinde, die im Niederdorf von der anderen Strecke abzweigt.
1891 erfolgte in Nixdorf die Gründung der Gewerbeschule für Messerschmiede. Nixdorf wurde zum größten Dorf der k.k. Monarchie. Am 1. Februar 1916 erhielt der Ort durch Kaiser Franz Joseph I. die Stadtrechte verliehen. Seit 1917 hat die Stadt ein Wappen. Es besteht aus einem in Blau und Gold gespaltenem Schild, im rechten Feld ein Fabrikschlot aus Silberquadern, flankiert auf beiden Seiten von je einer goldenen Getreideähre. Im linken Feld ein aufgerichtetes Schwert, dessen Klinge ein Lorbeerkranz umgibt. Auf Höhe des Schwertgriffes und durch diesen geteilt, ist die Jahreszahl 1916 zu lesen.
Nach dem Ersten Weltkrieg kam der zuvor zu Österreich-Ungarn gehörende Ort durch den Vertrag von Saint-Germain zur Tschechoslowakei. Im Münchner Abkommen wurde dies beschlossen. Nach dem Münchner Abkommen besetzten im Oktober 1938 Teile der Wehrmacht das Gebiet. Nixdorf gehörte von 1938 bis 1945 zum Landkreis Schluckenau, Regierungsbezirk Aussig, im Reichsgau Sudetenland des Deutschen Reichs.
Während des Zweiten Weltkrieges wurde die Produktion der Stahlwarenfabriken für die deutsche Rüstung umgestellt und hierbei Kriegsgefangene und Zwangsarbeiter eingesetzt.
Nach dem Zweiten Weltkrieg (8. Mai 1945) kam die Stadt Nixdorf wieder zur Tschechoslowakei zurück. Am 9. Mai 1945 rückte die 2. Polnische Armee in die Stadt ein. Die deutschsprachige Bevölkerung wurde vertrieben.
Ab 1948 begann die Kollektivierung der Landwirtschaft, die privaten Gewerbetreibenden verloren ihre Selbständigkeit und wurden an Kommunalbetriebe angegliedert, während die Industriebetriebe verstaatlicht wurden. 1954 wurde die Gewerbeschule nach Varnsdorf verlegt. 1989 wurde die kommunale Selbstverwaltung wiederhergestellt. Noch heute prägt das Schneid- und Bürowarenwerk des Unternehmens „Mikov“ die Stadt und ist der größte Arbeitgeber.
Heute lebt hier eine große Bevölkerungsgruppe der Roma, deren Anteil im Vergleich zur übrigen Bevölkerung wächst.

### Einwohnerentwicklung
Bis 1945 war Nixdorf überwiegend von Deutschböhmen besiedelt, die vertrieben wurden.
| Jahr | Einwohner | Anmerkungen                                                     |
| ---- | --------- | --------------------------------------------------------------- |
| 1830 | 3916      | in 596 Häusern                                                  |
| 1900 | 7109      | deutsche Einwohner                                              |
| 1921 | 6640      | davon 6.290 (95 %) Deutsche                                     |
| 1930 | 6755      | nach anderen Angaben 6640 Einwohner, davon 6290 Deutsche        |
| 1939 | 6160      | nach anderen Angaben 6.167 Einwohner, davon 239 (4 %) Tschechen |

| Jahr      | 1970  | 1980  | 1991  | 2001  | 2011  |
| --------- | ----- | ----- | ----- | ----- | ----- |
| Einwohner | 2 631 | 2 747 | 2 546 | 2 397 | 2 250 |

## Kultur und Sehenswürdigkeiten

### Legenden
Eine Legende erzählt, dass ein heidnischer Ritter zusammen mit seinem Knappen auf dem Gebiete jagte, als ihm plötzlich ein Bär in den Weg lief. Aus Angst vor dem riesigen Tier flehte der christliche Knappe den heiligen Nikolaus an, auf dass er ihnen helfen möge. Der Ritter und sein Knappe kamen unverletzt davon, da sich der Bär abwandte. Der Legende nach geschah dieses unweit des Hauses 315. So erklärt sich der ursprüngliche Name des Ortes „Niklasdorf“, aus dem dann später der Name Nixdorf entstanden sein dürfte.
Eine andere Sage leitet den Ortsnamen von einem großen Sumpf ab, in dem Nixen gehaust haben sollen. Demnach wurde der Name des Nixensumpfes auf das Dorf übertragen und später wurde aus Nixendorf die Bezeichnung Nixdorf.

### Bauwerke

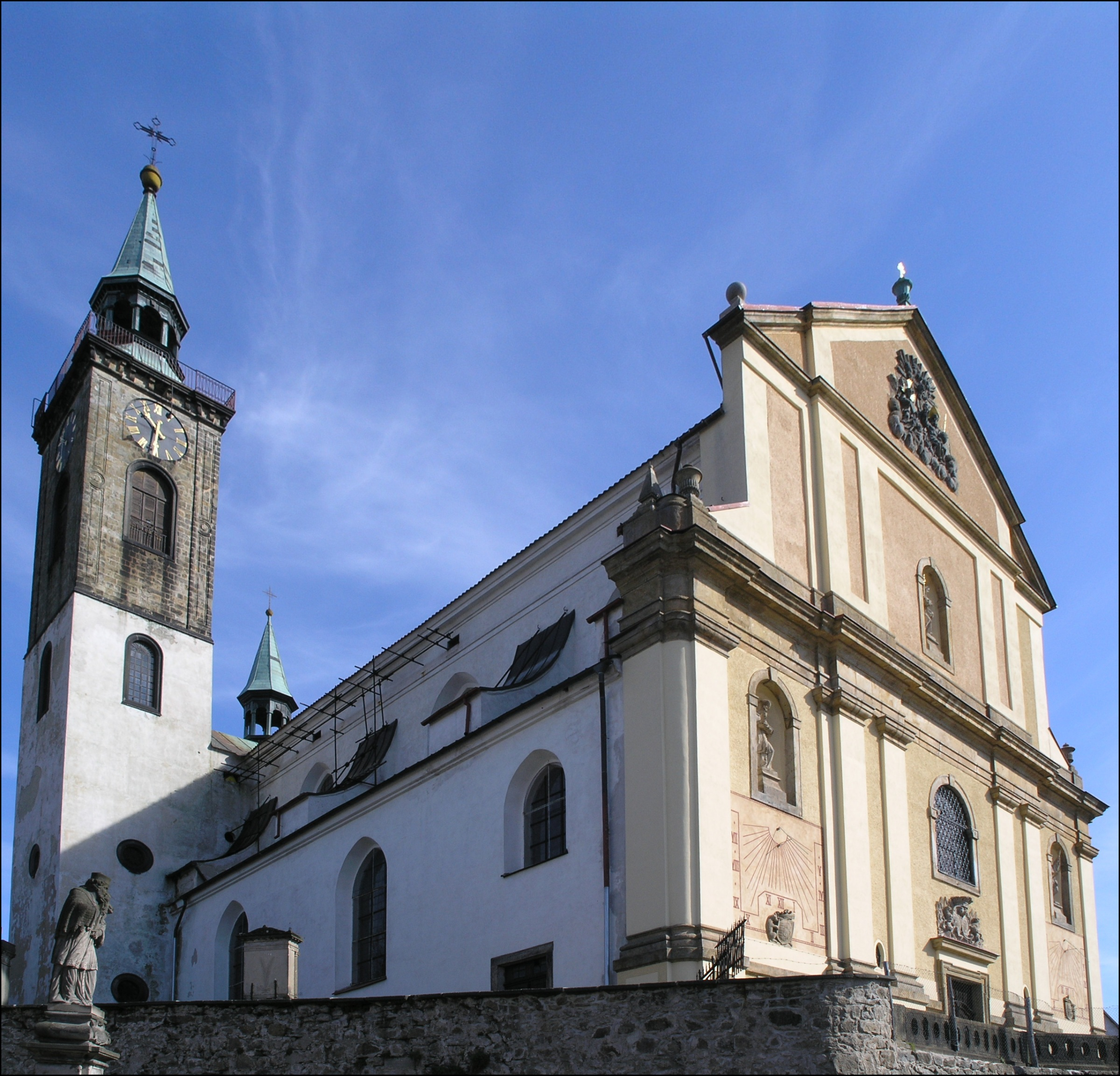
Pfarrkirche St. Nikolaus

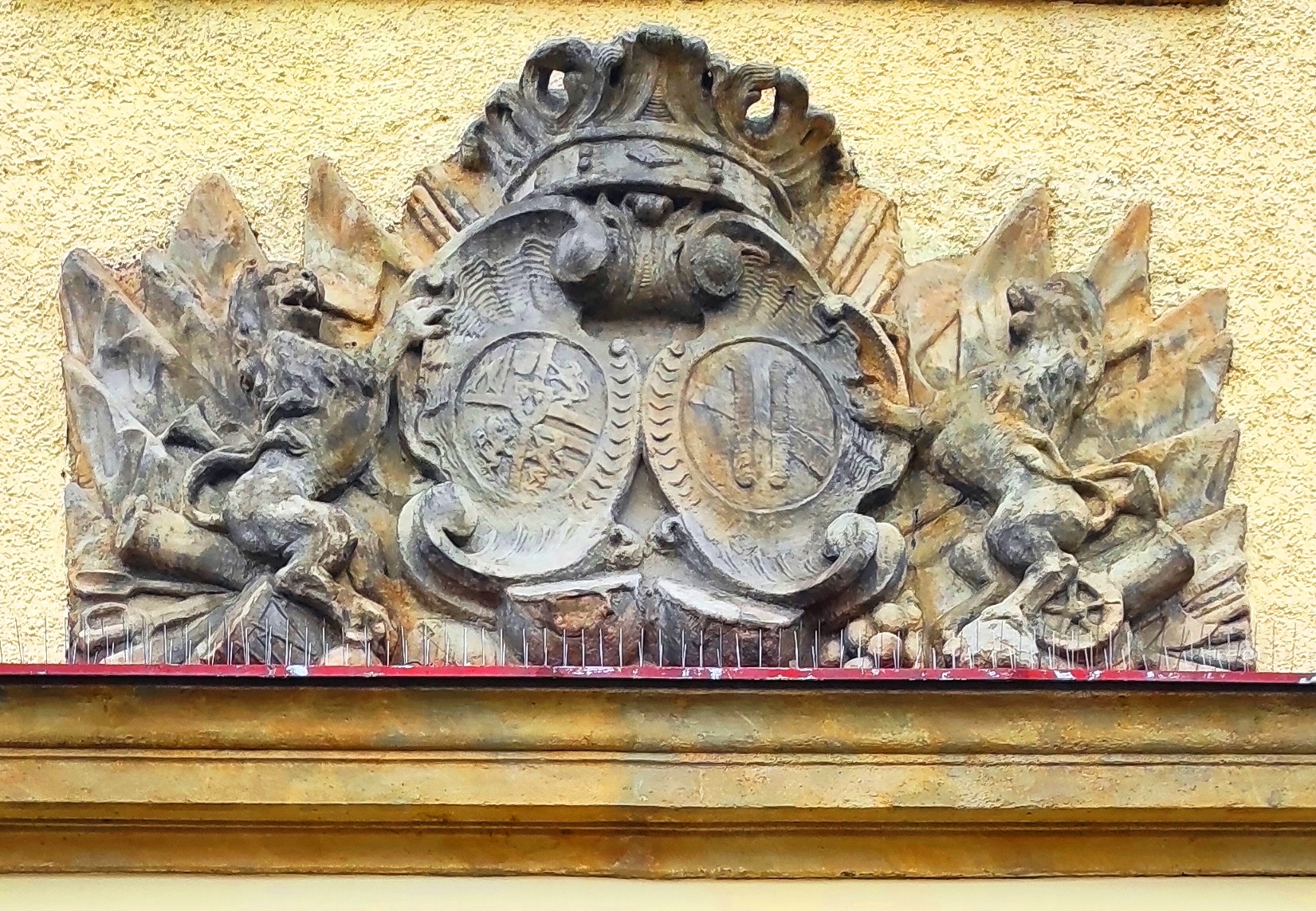
Wappen über dem Hauptportal der Pfarrkirche St. Nikolaus in Nixdorf

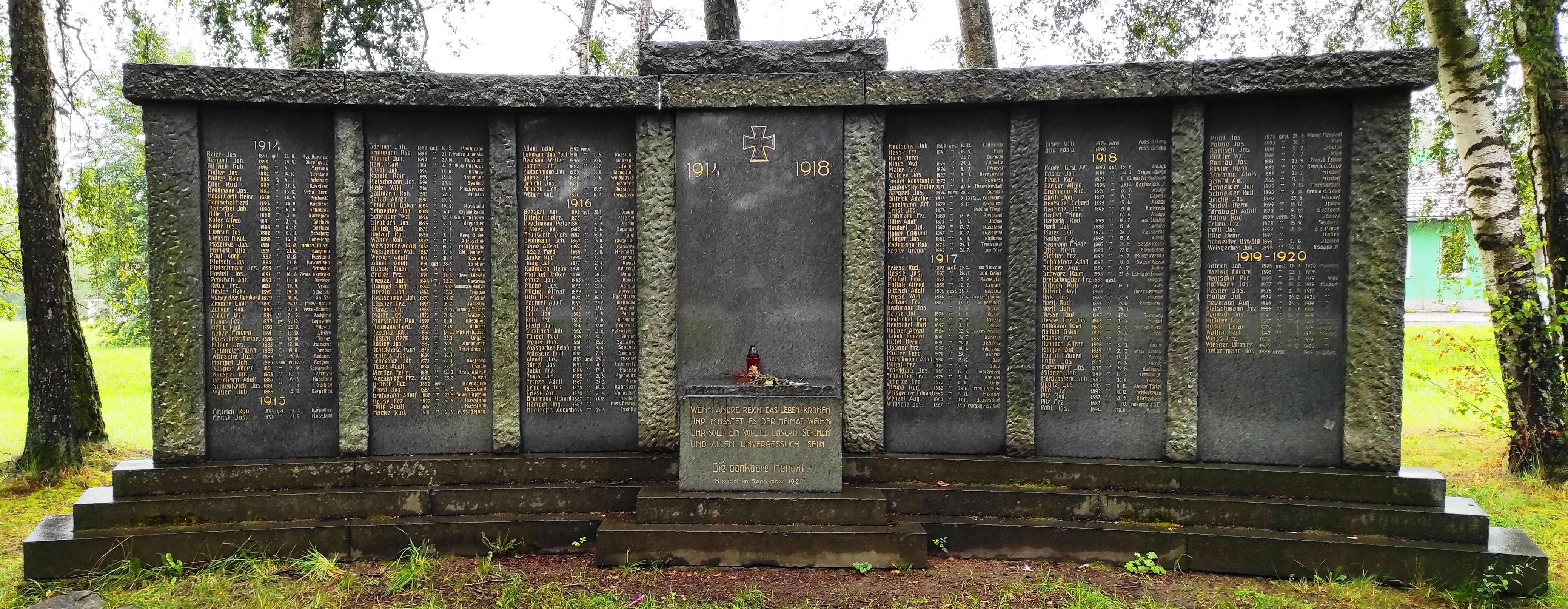
Das Denkmal für die Gefallenen des Ersten Weltkriegs unweit des Bahnhofs Nixdorf Mitte

- Kirche des heiligen Nikolaus

Bereits im Jahr 1346 hatte Nixdorf eine Kirche, die zum Erzpriesterstuhl Hohnstein und Sebnitz gehörte und jährlich einen Taler Kirchenzins an das Meißner Bistum zu entrichten hatte. Von den Kirchgemeinden, die derzeit an das Bistum Meissen abzuliefern hatten, besteht heute noch ein Schriftstück im Staatsarchiv Dresden. Die damalige Kirche war klein und wahrscheinlich aus Holz. Im Jahr 1551 wurde unter den Herren von Schleinitz und dem Erb- und Lehensrichter Jacobi in Nixdorf eine kleine Kirche mit Türmchen erbaut. Der Bau dauerte bis 1555. Als sich nach der verheerenden Zeit des 30-jährigen Krieges die Zahl der Einwohner mehrte und ihr Wohlstand wuchs, reichte dieses kleine Gotteshaus nicht mehr aus. Nach der 1695 vorgenommenen Erweiterung und Umgestaltung im barocken Stil erfolgte 1743 unter Pfarrer Anton Erben von Schönerben und Richter Johann Christian Liebsch der Umbau zur jetzigen Gestalt. Bauherr der 1750 fertiggestellten schönen und geräumigen Pfarrkirche war Leopold Graf von Salm. 1842 brannte der Kirchturm aus, sein Neubau war 1863 abgeschlossen.
Im Kircheninnern befindet sich eine Orgel aus dem Jahr 1900, die mit ihren mehr als 2.000 Pfeifen eine der größten in Böhmen ist. Sehenswert ist auch der geschnitzte Rokokoaltar der Kirche.
- Kriegerdenkmal

Zwischen der Ostseite des Bahnhofs Nixdorf Mitte (heutige Mikulášovice střed) und der Straße nach Thomasdorf (heute Tomášov) wurde zu Ehren der im Ersten Weltkrieg gefallenen Nixdorfer Männer ein Ehrenmal errichtet. Die Gedenkstätte besteht aus sieben ca. zwei Meter hohen Granittafeln, die durch roh behauene Granitsäulen zu einer leicht gekrümmten Gesamtfläche eingefasst und verbunden werden. Vor der oben mit Eisernem Kreuz und den Jahreszahlen 1914–1918 versehenen Mittelplatte befand sich auf einen erhöhten Sockel ursprünglich die Bronzeplastik eines knienden Soldaten in österreichischer Uniform, die jedoch nicht erhalten geblieben ist. Die Granittafeln zu beiden Seiten der Mittelplatte tragen nach den Todesjahren geordnet die Namen der 255 in Nixdorf beheimateten Opfer des Ersten Weltkrieges. Die Einweihung fand am 6. Oktober 1929 statt.
- Auf dem Tanečnice (Tanzplan) nahe Mikulášovice befindet sich der als Aussichtsturm genutzte Bismarckturm.

## Söhne und Töchter der Gemeinde
- Franz von Dittrich (1815–1859), deutscher Mediziner in Prag und Erlangen
- Robert Hütter (1877–1940), tschechoslowakischer Abgeordneter der deutschen Minderheit
- Rudolf Schránil (1885–1957), deutscher Rechtswissenschaftler in Prag, Halle und Saarbrücken
- Adolf Petters (1894–1952), deutscher Konzert- und Kabarettpianist
- Anni Frind (1900–1987), deutsche Opern- und Operettensängerin
- Ernst Strnad (1928–2011), Etruskologe, Übersetzer, Philologe und Sachbuchautor